# André Marty

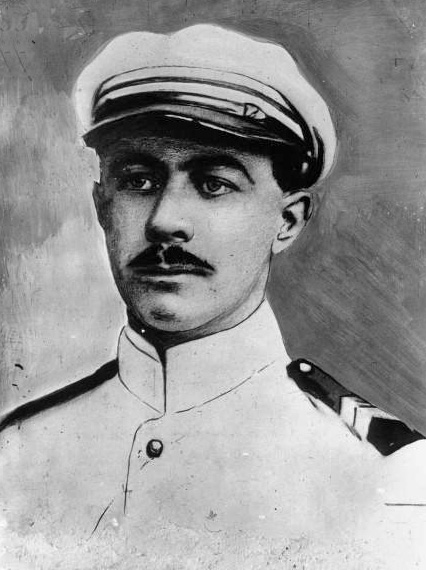
André Marty 1921.

André Marty, född 6 november 1886 i Perpignan, död 23 november 1956 i Toulouse, var en fransk politiker för Franska kommunistpartiet. Marty var även aktiv inom Komintern, och stred för Internationella brigaderna i spanska inbördeskriget. Mellan 1924 och 1955 satt han i Frankrikes nationalförsamling.